# سيف عيسى
سيف عيسى (مواليد 15 يونيو 1998) هو لاعب تايكوندو مصري. حصل على الميدالية البرونزية في أولمبياد الشباب 2014، والميدالية البرونزية في الألعاب الأولمبية الصيفية 2020 في طوكيو.

## المشاركة الأولمبية

### طوكيو 2020
| الرياضيّ  | الحدث                        | التصفيات      | دور الـ16                       | ربع النهائي                      | نصف النهائي                      | الترضية       | النهائي / م.ب.                      | النهائي / م.ب. |
| الرياضيّ  | الحدث                        | الخصم النتيجة | الخصم النتيجة                   | الخصم النتيجة                    | الخصم النتيجة                    | الخصم النتيجة | الخصم النتيجة                       | الترتيب        |
| -------- | ---------------------------- | ------------- | ------------------------------- | -------------------------------- | -------------------------------- | ------------- | ----------------------------------- | -------------- |
| سيف عيسى | تحت 80 كجم رجال [الإنجليزية] | ل.ي.          | Jack Marton (أستراليا) · ف 12–1 | Simone Alessio (إيطاليا) · ف 6–5 | مكسيم خرامتسوف (تايوان) · خ 1–13 | ل.ي.          | Richard Ordemann (النرويج) · ف 12–4 | الثالث         |

## روابط خارجية
- سيف عيسى على موقع TaekwondoData.com (الإنجليزية)
- سيف عيسى على موقع اللجنة الأولمبية الدولية (الإنجليزية)
- سيف عيسى على موقع أوليمبيديا (الإنجليزية)